# ほうおう座流星群
ほうおう座流星群（ほうおうざりゅうせいぐん）は、1956年12月5日に突発出現した流星群である。

## 概要

### 1956年の出現
1956年12月に南極へ向かいインド洋を航行中の南極観測船宗谷に乗船中の第1次南極越冬隊隊員の中村純二によって、世界時13時45分ごろから18時ごろにかけて出現観測された。極大の世界時16時30分ごろには、1時間あたり300個の流星雨が観測された。オーストラリアでも1時間あたり100個の流星が観測された。それ以外の年でも小規模な出現記録がある。
1957年には、1819年に発見されて以来行方不明のブランペイン彗星 (P/1819 W1) に母彗星の可能性があると指摘された。2003年に、ブランペイン彗星とほぼ一致する軌道を持つアポロ型小惑星2003 WY25がカタリナ・スカイサーベイによって発見され、2005年に、同じ天体だとほぼ同定された。これらの軌道から、1819年に彗星が近日点通過した際に形成されたダストトレイルを計算すると、1956年の突発出現が説明できるので、ブランペイン彗星が母彗星であることはほぼ確実となった。
1956年出現時の観測報告では、輻射点はα = 356°、δ = -42.5°付近、ほうおう座内の、ちょうこくしつ座とつる座との境界近くとされた。実際の輻射点は天頂方向に十数度ずれたちょうこくしつ座付近であると考えられている。これは、観測者の中村純二が小さな早見盤しか持っておらず、見慣れぬ南天の星空の中で明るい星が目立ったほうおう座に目を引かれたこと、流星群自体が低速なため輻射点が広く観測されたことなどが原因とされる。

### 2014年の出現
2014年12月2日、国立天文台を中心とした研究チームは、小惑星2003 WY25の軌道を計算することによってほうおう座流星群の出現を予測することに成功し、スペイン領カナリア諸島において、実に58年ぶりとなる同流星群の観測に成功したと発表した。